# Festival slovenskega filma 2015
18. Festival slovenskega filma je potekal med 15. in 20. septembrom 2015 v Portorožu. Nagrade vesna so bile podeljene v soboto, 19. septembra 2015, v amfiteatru portoroškega Avditorija. Zanje se je potegovalo 63 filmov (14 celovečernih, pet srednjemetražnih in več deset kratkih).

### Prejemniki nagrad
| Kategorija                                     | Prejemnik                                                        |
| ---------------------------------------------- | ---------------------------------------------------------------- |
| Najboljši celovečerni film                     | Idila (Tomaž Gorkič)                                             |
| Najboljši kratki film                          | Ljubezen na strehi sveta (Jan Cvitkovič)                         |
| Najboljši dokumentarni film                    | Dom (Metod Pevec)                                                |
| Najboljši študijski film                       | Oddaljen spomin (Valerija Zabret)                                |
| Najboljša režija                               | Jan Cvitkovič (Ljubezen na strehi sveta)                         |
| Glavna ženska vloga                            | Mojca Fatur (Maja, Štiri stvari, ki sem jih hotel početi s tabo) |
| Glavna moška vloga                             | Ivo Barišič (Ljubezen na strehi sveta)                           |
| Stranska ženska vloga                          | Nika Rozman (Idila)                                              |
| Stranska moška vloga                           | Jurij Drevenšek (Vintrl, Idila)                                  |
| Najboljši animirani film                       | Cipercoper (Jernej Žmitek, Boris Dolenc)                         |
| Najboljši eksperimentalni film                 | Kompozicija (Mitja Manček)                                       |
| Najboljši scenarij                             | Darko Sinko (Sošolki)                                            |
| Najboljša fotografija                          | Marko Brdar (Zenit)                                              |
| Najboljša glasba                               | Niko Novak (Ljubezen na strehi sveta)                            |
| Najboljša scenografija                         | Gregor Nartnik (Idila)                                           |
| Najboljši ton                                  | Jurij Zornik (Kosec)                                             |
| Najboljša montaža                              | Jurij Moškon (Utrip ljubezni)                                    |
| Najboljša manjšinska koprodukcija              | Kosec (Zvonimir Jurić)                                           |
| Posebni dosežki                                | Mali princ (Matej Peljhan)                                       |
| Nagrada občinstva                              | Dom (Metod Pevec)                                                |
| Stopova igralka oziroma igralec leta           | Mojca Fatur (Maja, Štiri stvari, ki sem jih hotel početi s tabo) |
| Nagrada restart za najboljši študijski film    | Oddaljen spomin (Valerija Zabret)                                |
| Nagrada Art kino mreže Slovenije               | Dalibor Matanić (Zenit)                                          |
| Nagrada Združenja slovenskih filmskih kritikov | Psi brezčasja (Matej Nahtigal)                                   |
| Nagrada Metoda Badjure za življenjsko delo     | Dunja Klemenc                                                    |

### Sestava žirij
- Žirijo so sestavljali Simon Pintar, Polona Petek, Varja Močnik, Siniša Gačić in Gregor Božič.
- V Stopovi žiriji so bili Mateja Valentinčič, Jure Longyka in Gorazd Trušnovec.
- V žiriji Združenja slovenskih filmskih kritikov so sedeli Denis Valič, Nina Cvar in Ana Jurc.

## Tekmovalni filmi
| - Fronte Kurdistana (Erik Valenčič) - Hiške (Darko Sinko, Matjaž Ivanišin) - Križ in kladivo (Bojan Labovič) - Tehnika ljudstvu (Slobodan Maksimović) - Vitanje v vesolju: Sunita (Jasna Hribernik) | Kratki filmi Kratki igrani filmi Všečkana (Dražen Štader) Jašek (Urban Zorko) Luči mesta ( Klemen Dvornik ) Impromptu ( Sonja Prosenc ) Mali princ (Matej Peljhan) Ljubezen na strehi sveta ( Jan Cvitkovič ) Sošolki (Darko Sinko) Vdih (Blaž Završnik) Zunaj (Juš Premrov) Matter: Meduze ( Katarina Rešek ) Mario je gledal morje z zaljubljenimi očmi (Svetlana Dramlić Jovičić) Dva Ena (Peter Bratuša) Stopnice (Miroslav Mandić) In je takoj večer (Kristijan Krajnčan) Pečat (Kristijan Stramič) Kratki animirani filmi Cipercoper (Jernej Žmitek, Boris Dolenc) Meni ptič, tebi nič! (Ana Kristina Budnar, Sasha Hajzler, Sanja Hrvaćanin, Simona Korošec, Tina Lagler, Polona Matjašič, Tamara Németh, Tanja Semion, Katarina Škofic, Tina Šulc) Peter Peter (Katarina Nikolov) Wiener Blut (Zlatko Bourek, Pavao Štalter) – koprodukcijski Kratki eksperimentalni filmi Kompozicija (Mitja Manček) Poglej me no #2 (Davorin Marc) Poti (Peter Cerovšek) XYX (Kato Drobysh, Saša Ignatovič) Poletne basni (Matevž Jerman) The Runner (Peter Cerovšek, Nataša Čiča, Toma Zidić) – koprodukcijski Kratki dokumentarni filmi Pletena borba (Marion Trotté, Saša Ignatovič, Kato Drobysh, Florence Guenaut, Eva Matarranz) Pola-pola (Eva Matarranz, Florence Guenaut) Božja napaka (Eva Matarranz, Anna Savchenko) Optimisti (Žiga Virc) | Študijski filmi Študijski ekspirementalni filmi Oddaljen spomin (Valerija Zabret) Študijski dokumentarni Csillag (Áron Horváth) Smeh (August Adrian Braatz) Alex (Iza Skok) Študijski animirani filmi Aha. OK (Ester Ivakič) Eggsercize (Žiga Stupica) Happy Birthday (Damir Grbanović) Študijski igrani filmi Plavanje (Katarina Rešek) Tujca (Vid Hajnšek) Na novo (Ema Muc) Ringelšpil vikend (Ester Ivakič, Teja Miholič) Nazaj (Jan Marin) Vozelj (Ana Trebše) Živalski vrt (Maja Križnik) Igračka plačka (Ana Trebše) |

## Panorama
| - Do vrha in nazaj (Jan Zakonjšek) - Izpeljanka (Žiga Stanovnik, Maja Zupanc) - Ljubljana, London, New York (Boris Jurjaševič) - Poroka (Rudi Uran) | Študijski filmi Študijski igrani filmi Riot Ana (Klemen Berus) Študijski dokumentarni filmi Ognjeni fantje (Rok Hvala) Šiška (p)osebno (Dino Schreilechner) Študijski animirani filmi Beard Up (Neva Kumelj, Nika Lamut) |

## Spremljevalni program

### Posebne projekcije
- Tea (Hanna A. W. Slak)
- Nikogaršnja zemlja (Danis Tanović)
- Divji (Jure Breceljnik)

### Program za otroke in mlade

#### Program slovenskih kratkih animiranih filmov (5–8 let)
- Cipercoper (Jernej Žmitek, Boris Dolenc)
- Koyaa − Lajf je čist odbit (Kolja Saksida)
- Koyaa − Roža (Koja Saksida)
- Potovanje na ladji Beagle − Pasavec (Maja Šubic, Jernej Lunder)
- Pikapolonica hoče odrasti (Miha Knific)
- Princ Ki-Ki-Do: pošast iz močvirja (Grega Mastnak)
- Princ Ki-Ki-Do: sto nesrečnih gobic (Grega Mastnak)

#### Program slovenskih kratkih filmov (od 9 do 14 let)
- Tea (Hanna A. W. Slak)

#### Program slovenskih kratkih filmov (14 let in več)
- Šoulni iz Trsta (Gregor Božič)
- Rejnica (Miha Možina)
- Prespana pomlad (Dominik Mencej)